# Lukovo (Kuršumlija)
Pour les articles homonymes, voir Lukovo.
Lukovo (en serbe cyrillique : Луково) est un village de Serbie situé dans la municipalité de Kuršumlija, district de Toplica. Au recensement de 2011, il comptait 260 habitants.

## Démographie
| 1948 | 1953 | 1961 | 1971 | 1981 | 1991 | 2002 | 2011 |
| ---- | ---- | ---- | ---- | ---- | ---- | ---- | ---- |
| 554  | 601  | 680  | 621  | 395  | 320  | 366  | 260  |

|  |